# Ravi Karunanayake
Ravi Karunanayake est un politicien srilankais. 
Il a été ministre des Finances et ministre des Affaires étrangères.